# Alv Gjestvang
Alv Gjestvang (* 13. September 1937 in Skreia; † 26. November 2016 in Lillehammer) war ein norwegischer Eisschnellläufer.

## Werdegang
Gjestvang, der für den Skreia IL startete, wurde im Jahr 1955 norwegischer Juniorenmeister im Großen Vierkampf und nahm von 1955 bis 1965 an internationalen Wettbewerben teil. Dabei errang er in der Saison 1955/56 bei der Mehrkampfweltmeisterschaft 1956 in Oslo den 28. Platz im Großen Vierkampf und holte bei den Olympischen Winterspielen 1956 in Cortina d’Ampezzo mit einer Zeit von 41 Sekunden die Bronzemedaille über 500 m. In den folgenden Jahren belegte er bei der Mehrkampfweltmeisterschaft 1959 in Oslo den 39. Platz im Großen Vierkampf und bei den Olympischen Winterspielen 1960 in Squaw Valley den sechsten Rang über 500 m. Bei den Olympischen Winterspielen 1964 in Innsbruck gewann er über 500 m mit einer Zeit von 40,6 Sekunden die Silbermedaille. Seine beste Platzierung bei norwegischen Mehrkampfmeisterschaften erreichte er im Jahr 1956 mit dem 14. Platz. Nach seiner Karriere betrieb er einen Friseursalon in Lillehammer.

## Erfolge

### Olympische Spiele
- 1956 Cortina d’Ampezzo: 3. Platz 500 m
- 1960 Squaw Valley: 6. Platz 500 m
- 1964 Innsbruck: 2. Platz 500 m

### Mehrkampf-Weltmeisterschaften
- 1956 Oslo: 28. Platz Großer Vierkampf
- 1959 Oslo: 39. Platz Großer Vierkampf

## Persönliche Bestzeiten
| Disziplin | Zeit        | Datum            | Ort                  |
| --------- | ----------- | ---------------- | -------------------- |
| 500 m     | 40,6 s      | 13. Januar 1967  | Innsbruck            |
| 1000 m    | 1:27,1 min  | 19. Februar 1967 | Oslo                 |
| 1500 m    | 2:14,2 min  | 17. Februar 1960 | Squaw Valley         |
| 3000 m    | 4:58,2 min  | 9. Januar 1965   | Trondheim            |
| 5000 m    | 8:35,1 min  | 25. Januar 1958  | Trondheim            |
| 10.000 m  | 18:19,2 min | 18. Januar 1958  | Madonna di Campiglio |